# UEFA Női Bajnokok Ligája
Az UEFA Női Bajnokok Ligája a legjobb európai női labdarúgó-klubcsapatok számára kiírt versenysorozat, a Női UEFA-kupa jogutóda. 2009-ben indította útjára az Európai Labdarúgó-szövetség (UEFA). A tornát minden évben megrendezik, a selejtezők július végén kezdődnek, míg a döntőre májusban kerül sor. A döntőt sokáig a férfi Bajnokok Ligája fináléjával azonos helyszínen, de két nappal korábban, csütörtök este rendezték. A 2016-os döntőt a magyar Kulcsár Katalin vezette.
A 2019–2020-as szezon végén a Lyon sorozatban ötödször nyerte meg a Bajnokok Ligáját, amelyre csak a Real Madrid férfi csapata volt képes 1956 és 1960 között a sportág történetében.
A 2020–2021-es szezonban a Barcelona 4–0-ra legyőzte a Chelsea-t, ezzel a katalán klub lett az első a sportág történetében, amely mindkét nemnél elhódította a legrangosabb klubtrófeát.

## Lebonyolítás
Valamennyi UEFA-hoz tartozó tagállam női bajnokcsapata indulhat a sorozaton, illetve az 1–8. helyen rangsorolt ország második helyezettje is bekerül a mezőnybe. Rajtuk kívül még a címvédő is rajtolhat.
A kiemelt csapatok automatikusan a 32-es főtáblára kerülnek, ahol egyenes kieséses rendszerben, oda-visszavágós alapon döntenek a továbbjutásról, egészen a döntőig, ahol viszont már csak egy mérkőzést rendeznek. A nem kiemelt gárdák selejtezőre kényszerülnek, ahol négycsapatos minitornákon mérik össze az erejüket az egyetlen továbbjutó helyért.

## Döntők
A 2009–10-es szezon előtt a sorozat Női UEFA-kupa néven létezett. Lásd: Női UEFA-kupa döntők
| Szezon            | Helyszín                                | Döntő            | Döntő          | Döntő               |
| Szezon            | Helyszín                                | Győztes          | Eredmény       | Döntős              |
| ----------------- | --------------------------------------- | ---------------- | -------------- | ------------------- |
| 2009–10 Részletek | Coliseum Alfonso Perez, Madrid          | Turbine Potsdam  | 0–0 (bün:7–6)  | Olympique Lyon      |
| 2010–11 Részletek | Wembley, London                         | Olympique Lyon   | 2–0            | Turbine Potsdam     |
| 2011–12 Részletek | Allianz Arena, München                  | Olympique Lyon   | 2–0            | 1. FFC Frankfurt    |
| 2012–13 Részletek | Stamford Bridge, London                 | VfL Wolfsburg    | 1–0            | Olympique Lyon      |
| 2013–14 Részletek | Estádio do Restelo, Lisszabon           | VfL Wolfsburg    | 4–3            | Tyresö FF           |
| 2014–15 Részletek | Friedrich-Ludwig-Jahn-Sportpark, Berlin | 1. FFC Frankfurt | 2–1            | Paris Saint-Germain |
| 2015–16 Részletek | Reggio Emilia, Mapei Stadion, Sassuolo  | Olympique Lyon   | 1–1 (bün: 4–3) | VfL Wolfsburg       |
| 2016–17 Részletek | Cardiff City Stadion, Cardiff           | Olympique Lyon   | 0–0 (bün: 7–6) | Paris Saint-Germain |
| 2017–18 Részletek | Valerij Lobanovszkij Stadion, Kijev     | Olympique Lyon   | 4–1 (h.u.)     | VfL Wolfsburg       |
| 2018–19 Részletek | Groupama Aréna, Budapest                | Olympique Lyon   | 4–1            | Barcelona           |
| 2019–20 Részletek | Estadio Anoeta, San Sebastián           | Olympique Lyon   | 3–1            | VfL Wolfsburg       |
| 2020–21 Részletek | Gamla Ullevi, Göteborg                  | Barcelona        | 4–0            | Chelsea             |
| 2021–22 Részletek | Juventus Stadion, Torino                | Olympique Lyon   | 3–1            | Barcelona           |
| 2022–23 Részletek | Philips Stadion, Eindhoven              | Barcelona        | 3–2            | VfL Wolfsburg       |
| 2023–24 Részletek | San Mamés Stadion, Bilbao               | Barcelona        | 2–0            | Olympique Lyon      |
| 2024–25 Részletek | Estádio José Alvalade, Lisszabon        | Arsenal          | 1–0            | Barcelona           |

## Gólkirálynők
| Szezon  | Gólkirálynő(k) (Klub)                                                                                | Gólok |
| ------- | --- | ----- |
| 2024–25 | Clàudia Pina (Barcelona)                                                                             | 10    |
| 2023–24 | Kadidiatou Diani (Olympique Lyon)                                                                    | 8     |
| 2022–23 | Ewa Pajor (VfL Wolfsburg)                                                                            | 9     |
| 2021–22 | Alexia Putellas (Barcelona)                                                                          | 11    |
| 2020–21 | Jennifer Hermoso (Barcelona) Fran Kirby (Chelsea)                                                    | 6     |
| 2019–20 | Vivianne Miedema (Arsenal) Emueje Ogbiagbevha (FK Minszk) Berglind Björg Þorvaldsdóttir (Breiðablik) | 10    |
| 2018–19 | Pernille Harder (VfL Wolfsburg)                                                                      | 8     |
| 2017–18 | Ada Hegerberg (Olympique Lyon)                                                                       | 15    |
| 2016–17 | Jakabfi Zsanett (VfL Wolfsburg) Vivianne Miedema (Bayern München)                                    | 8     |
| 2015–16 | Ada Hegerberg (Olympique Lyon)                                                                       | 13    |
| 2014–15 | Célia Šašić (1. FFC Frankfurt)                                                                       | 14    |
| 2013–14 | Milena Nikolić (ŽFK Spartak)                                                                         | 11    |
| 2012–13 | Laura Rus (Apóllon Lemeszú)                                                                          | 11    |
| 2011–12 | Camille Abily (Olympique Lyon) Eugénie Le Sommer (Olympique Lyon)                                    | 9     |
| 2010–11 | Inka Grings (FCR 2001 Duisburg)                                                                      | 13    |
| 2009–10 | Vanessa Bürki (Bayern München)                                                                       | 11    |

### Minden idők legjobb góllövői
Utolsó módosítás: 2025. május 16.

A vastaggal jelzett játékosok jelenleg is aktívak.
| Helyezés | Gólkirálynő       | Gólok | Klubok                                                        |
| -------- | ----------------- | ----- | ------------------------------------------------------------- |
| 1        | Ada Hegerberg     | 66    | Stabæk, Turbine Potsdam, Olympique Lyon                       |
| 2        | Anja Mittag       | 51    | Turbine Potsdam, FC Rosengård, Paris Saint-Germain, Wolfsburg |
| 3        | Eugénie Le Sommer | 50    | Olympique Lyon                                                |
| 4        | Conny Pohlers     | 48    | Turbine Potsdam, 1. FFC Frankfurt, Wolfsburg                  |
| 5        | Marta             | 46    | Umeå IK, Tyresö FF, FC Rosengård                              |
| 6        | Camille Abily     | 43    | Montpellier, Olympique Lyon                                   |
| 6        | Kim Little        | 43    | Hibernian, Arsenal                                            |
| 8        | Lotta Schelin     | 42    | Olympique Lyon, FC Rosengård                                  |
| 9        | Pernille Harder   | 41    | Linköping, Wolfsburg, Chelsea, Bayern Munich                  |
| 10       | Nina Burger       | 40    | SV Neulengbach                                                |

## Díjak

### A szezon játékosa
Az UEFA a 2021–22-es szezontól kezdődően bevezette az UEFA női Bajnokok Ligája szezon legjobb játékosának járó díjat.
A zsűri a sorozat csoportkörében részt vevő klubok edzőiből, valamint az Európai Sportmédia (ESM) csoport által kiválasztott újságírókból áll.
| Szezon                                              | Játékos                                             | Klub                                                |
| Az UEFA Női Bajnokok Ligája szezon legjobb játékosa | Az UEFA Női Bajnokok Ligája szezon legjobb játékosa | Az UEFA Női Bajnokok Ligája szezon legjobb játékosa |
| --------------------------------------------------- | --------------------------------------------------- | --------------------------------------------------- |
| 2021–22                                             | Alexia Putellas                                     | Barcelona                                           |
| 2022–23                                             | Aitana Bonmatí                                      | Barcelona                                           |
| 2023–24                                             | Aitana Bonmatí                                      | Barcelona                                           |
| 2024–25                                             | Aitana Bonmatí                                      | Barcelona                                           |

### A szezon fiatal játékosa
Ugyanebben a szezonban az UEFA bevezette az UEFA női Bajnokok Ligája szezon legjobb fiatal játékosának járó díjat is.
| Szezon                                                     | Játékos                                                    | Klub                                                       |
| Az UEFA női Bajnokok Ligája szezon legjobb fiatal játékosa | Az UEFA női Bajnokok Ligája szezon legjobb fiatal játékosa | Az UEFA női Bajnokok Ligája szezon legjobb fiatal játékosa |
| ---------------------------------------------------------- | ---------------------------------------------------------- | ---------------------------------------------------------- |
| 2021–22                                                    | Selma Bacha                                                | Lyon                                                       |
| 2022–23                                                    | Lena Oberdorf                                              | VfL Wolfsburg                                              |
| 2023–24                                                    | Melchie Dumornay                                           | Lyon                                                       |
| 2024–25                                                    | Melchie Dumornay                                           | Lyon                                                       |